# Tao Wei
Tao Wei (陶偉T, 陶伟S, Táo WěiP; Pechino, 11 marzo 1978) è un ex calciatore cinese, di ruolo centrocampista.